# Puchar Mołdawii w piłce siatkowej mężczyzn (2023)
Puchar Mołdawii w piłce siatkowej mężczyzn 2023 – rozgrywki o siatkarski Puchar Mołdawii zorganizowane przez Mołdawski Związek Piłki Siatkowej (Federația de Volei din Republica Moldova, FVRM). Zainaugurowane zostały 26 listopada 2023 roku. Uczestniczyło nich udział 6 klubów.
Rozgrywki składały się z I rundy, półfinałów i finału. We wszystkich rundach rywalizacja toczyła się w systemie pucharowym, a o awansie decydowało jedno spotkanie. Finaliści poprzedniej edycji, tj. DOR-UTM Kiszyniów i USM Kiszyniów, udział w turnieju rozpoczęli od półfinałów.
Półfinały rozegrane zostały 2 grudnia w hali sportowej Uniwersytetu Technicznego Mołdawii w Kiszyniowie. Finał odbył się 3 grudnia w kompleksie sportowym "Futsal Arena FMF" w Ciorescu. Puchar Mołdawii zdobył USM Kiszyniów, który w finale pokonał DOR-UTM Kiszyniów.

## Drużyny uczestniczące
| Klub               | Miejscowość    |
| ------------------ | -------------- |
| Dinamo             | Tyraspol       |
| DOR-UTM            | Kiszyniów      |
| HMSK               | Kiszyniów      |
| Speranța-Găgăuzia  | Vulcănești     |
| USM                | Kiszyniów      |
| Vadul lui Vodă DOR | Vadul lui Vodă |

## Rozgrywki

### I runda
| 26.11.2023 13:00 (UTC+2) | Dinamo Tyraspol |  | Vadul lui Vodă DOR | Tyraspol |

| 26.11.2023 13:00 (UTC+2) | Speranța-Găgăuzia Vulcănești |  | HMSK | Vulcănești |

### Półfinały
| 2.12.2023 15:30 (UTC+2) | USM Kiszyniów |  | Dinamo Tyraspol | Hala sportowa Uniwersytetu Technicznego Mołdawii, Kiszyniów |

| 2.12.2023 17:30 (UTC+2) | DOR-UTM Kiszyniów |  | Speranța-Găgăuzia Vulcănești | Hala sportowa Uniwersytetu Technicznego Mołdawii, Kiszyniów |

### Finał
| 3.12.2023 10:00 (UTC+2) | USM Kiszyniów | 3:0 (25:14, 25:16, 25:19) | DOR-UTM Kiszyniów | Kompleks sportowy "Futsal Arena FMF", Ciorescu |